# Veronica kaiseri
Veronica kaiseri är en grobladsväxtart som beskrevs av Täckh.. Veronica kaiseri ingår i släktet veronikor, och familjen grobladsväxter. Inga underarter finns listade i Catalogue of Life.